# Mago fulvitorax
Mago fulvitorax är en spindelart som beskrevs av Lodovico di Caporiacco 1954. Mago fulvitorax ingår i släktet Mago och familjen hoppspindlar. Inga underarter finns listade i Catalogue of Life.